# 금발의 비너스
《금발의 비너스》(영어: Blonde Venus)는 1932년 개봉한 드라마 영화다. 조셉 폰 스턴버그와 마를레네 디트리히가 할리우드로 건너와서 만든 세번째 영화로, 허버트 마셜과 케리 그랜트가 출연했다.

## 출연
- 마를레네 디트리히 - 헬렌 패러데이/헬렌 존스
- 허버트 마셜 - 에드워드 "네드" 패러데이
- 케리 그랜트 - 닉 타운센드